# Joseph Oesterlé
Joseph Oesterlé (1954) es un matemático que en colaboración con David Masser, formuló la Conjetura abc en 1985. Dorian Goldfield afirmó que esta conjetura es "el problema más importante sin resolver en el análisis diofántico"

## Obra
- Oesterlé „Travaux de Wiles II“, Seminario Bourbaki 1994/5
- Oesterlé „Nouvelles approches de Theoreme de Fermat“, Seminario Bourbaki 1987/8, abc Vermutung